# Рисполи, Сальваторе
Сальвато́ре Риспо́ли (итал. Salvatore Rispoli; между 1736 и 1745, Неаполь — 1812, там же) — итальянский композитор.

## Биография
Дата рождения Сальваторе Рисполи неизвестна — предположительно он родился в Неаполе между 1736 и 1745 годами. Обучался музыке в консерватории Сант-Онофрио-а-Капуана, где его преподавателями были Карло Котумаччи и Джакомо Инсангвине. После окончания консерватории, в 1770-х годах создал несколько произведений и аранжировок, преимущественно на основе религиозных произведений Сальваторе Маттеи, который характеризовал Рисполи как «молодого человека редких способностей и вкуса».
В 1780-х годах написал пять опер, среди которых были комедии, серьёзные оперы и оперы на религиозные сюжеты:
- Il trionfo de’ pupilli oppressi, 1782
- Nitteti, 1783
- Ipermestra, 1786
- Idalide, 1786
- Il trionfo di Davide, 1787

Все эти произведения ставились в театрах Милана и Турина, а также в небольших театрах на родине композитора, но ни одна из них не была поставлена в главном городском театре Сан-Карло. С 1 января 1793 года преподавал в консерватории Сант-Онофрио-а-Капуана в качестве второго маэстро, а после смерти Инсангвине в 1795 году занимал должность первого маэстро. В 1797 году после объединения консерваторий Сант-Онофрио и Санта-Мария-ди-Лорето вышел на пенсию. Скончался в Неаполе в 1812 году.